# フォークデュオ
フォークデュオは、主にアコースティック・ギターを演奏しながらフォークソングなどの楽曲を歌う二人組。1960年代からのフォークソングブームに端を発する。路上ライブ経験を持つものも多い。

## 概要
欧米ではサイモン&ガーファンクルがヒットを出し、特に有名である。日本ではベッツィ&クリス、トワ・エ・モワらが知られている。

## 主なアーティスト

### 世界
- サイモン&ガーファンクル[2]
- イアン&シルヴィア[3]

### 日本
著名なデュオを掲載。

#### 1960年代デビュー
- ビリーバンバン[4]（兄：菅原孝、弟：菅原進）
- ブレッド&バター（兄：岩沢幸矢、弟：岩沢二弓）[5]
- ベッツィ&クリス（エリザベス・ヴァージニア・ワーグナー、クリスティーン・アン・ロルセス）[6]

#### 1970年代デビュー
- あのねのね[7]（清水国明、原田伸郎）
- H2O[8]（赤塩正樹、中沢堅司）
- 風（伊勢正三、大久保一久）[9]
- 紙ふうせん[10]（後藤悦治郎、平山泰代）
- グレープ[11]（さだまさし、吉田正美）
- ジローズ（後期）（杉田二郎、森下次郎）[12]
- すいかずら（国本卓明、木場英志）[13]
- ダ・カーポ[14]（久保田広子、榊原まさとし）
- チャゲ&飛鳥（初期）[15]（チャゲ、飛鳥）
- チェリッシュ[16]（松崎好孝、松崎悦子（旧姓：松井））
- トワ・エ・モワ[17]（芥川澄夫、白鳥英美子）
- とんぼちゃん（伊藤豊昇、市川善光）[18]
- バズ (BUZZ)[19]（小出博志、東郷昌和）
- ふきのとう（細坪基佳、山木康世）[20]
- 古井戸[21]（加奈崎芳太郎、仲井戸麗市）
- シモンズ[22]（田中ユミ、玉井タエ）

#### 1980年代デビュー
- 雅夢[19]（中川敏一、三浦和人）
- 真心ブラザーズ（倉持陽一、桜井秀俊）- デビュー当初[23]

#### 1990年代デビュー
- 唄人羽（安岡信一、本多哲郎）[24]
- 19（岡平健治、岩瀬敬吾）[25]
- ゆず（岩沢厚治、北川悠仁）[26]
- ブリーフ&トランクス（伊藤多賀之、細根誠）[27][28]
- in~fe?el（岩田秀聡、中嶋成臣）[29]
- Birthday Suit（佐木伸誘、松崎真人）
- LA-LA Deux（菊池常利、吉川正己）

#### 2000年以降デビュー
- 0930（児玉美代、梅原恵里）[30]
- コブクロ（黒田俊介、小渕健太郎）[31]
- サスケ（奥山裕次、北清水雄太）[32]
- さくらしめじ（田中雅功、髙田彪我）
- 平川地一丁目（林龍之介、林直次郎）
- フリーウェイハイハイ（井ノ上竜也、山中真一）
- 遊吟（伸治、卓）
- スーパーバンド（ドラ、ゴッチ）
- ひいらぎ（千晶、恵梨香）[33]
- 赤えんぴつ(おーちゃん、ヒーとん)